# Young Blood (chanson des Coasters)
Pour les articles homonymes, voir Youngblood.
Singles de
One Kiss Led to Another
(1956) Idol with the Golden Head
(1957)
Young Blood est une chanson écrite par Doc Pomus avec la collaboration de Jerry Leiber et Mike Stoller en 1957 et enregistrée par The Coasters.

## Structure
Musicalement, la chanson suit une structure de blues en mode mineur, construite principalement autour de trois accords (i7, iv7, V7) sauf pour le pont (IV, VI, III, V). Le thème lyrique est un exemple typique de début du rock and roll: un garçon rencontre une fille, puis rencontre le père de la jeune fille, qui n'approuve pas ce garçon. Celui-ci quitte mais ne peut pas s'arrêter de penser à sa dulcinée.

## La version des Coasters
Young Blood est enregistrée à l'origine par The Coasters et sortie en single couplée à Searchin' en mars 1957 par Atco Records (n ° 6087). Cette chanson atteint le somment du palmarès R&B de Billboard et la 8e place du Billboard Hot 100. Mais c'est la face B, Searchin', qui remporte le plus de succès, en se classant no 3 du classement pop.
Young Blood est classée à la 414e position de la liste des 500 plus grandes chansons de tous les temps selon le magazine Rolling Stone en 2003. Elle s'y retrouve aujourd'hui à la 421e position. Elle est également sélectionnée par le Rock and Roll Hall of Fame, en 1995, comme l'une des « 500 chansons qui ont façonné le rock 'n' roll ».
La chanson est incluse dans la revue musicale Smokey Joe's Cafe (en) consacrée aux hits de Leiber & Stoller.

### Personnel
| The Coasters - Carl Gardner : chant (ténor) - Obie Young Jessie : chant (baryton) - Billy « Bip » Guy : chant (baryton) - Bobby Nunn : chant (basse) - Adolph Jacobs : guitare | Musiciens additionnels - Mike Stoller : piano - Gil Bernal : saxophone - Barney Kessel : guitare - Ralph Hamilton : contrebasse - Jesse Sailes : batterie |

### Classement dans les charts
| Palmarès (1957)                | Meilleure position |
| ------------------------------ | ------------------ |
| États-Unis - Billboard Hot 100 | 8                  |
| États-Unis - Hot R&B Sides     | 1                  |
| États-Unis - Cash Box          | 15                 |

## Reprises

### Les Beatles
Pistes inédites de Live at the BBC
I'll Be on My Way A Shot of Rhythm and Blues
Les Beatles avaient les deux faces de ce 45 tours dans leur répertoire à Hambourg et à Liverpool. Young Blood est l'une des dix-huit chansons enregistrées par un fan en juillet 1962 sur la scène du Cavern Club. Cette bande magnétique a été rachetée par Paul McCartney lors d'une vente aux enchères de Sotheby's en 1985,.
Young Blood a été enregistrée, avec George Harrison au chant principal, dans les studios de la BBC, le 1er juin 1963, au studio « Paris » (en) de Londres pour leur émission radio Pop Go the Beatles (en) diffusée le 11 juin suivant. Cet enregistrement, dans un tempo un peu plus rapide que l'original, sera inclus dans leur album Live at the BBC sorti en 1994,.

#### Personnel
- George Harrison – chant, guitare
- John Lennon – chœurs, guitare rythmique
- Paul McCartney – chœurs, guitare basse
- Ringo Starr – batterie

### Autres versions
La chanson a été reprise par plusieurs autres artistes, y compris une interprétation sur scène par Leon Russell au Concert for Bangla-Desh en 1971 accompagné de George Harrison, Eric Clapton et Ringo Starr entre autres.
En 1976, Bad Company a atteint le top 20 du palmarès avec leur version tirée de leur album Run with the Pack.
Le guitariste Carl Wilson des Beach Boys l'a enregistrée en 1983 pour son deuxième album solo intitulé aussi Youngblood (en).
L'acteur américain Bruce Willis en a enregistré une version pour son album The Return of Bruno (1987).
En 1995, la chanson est reprise pour l'album de Jerry Lee Lewis portant le même nom.
On l'entend sur l'album hommage à Doc Pomus, Till The Night Is Gone - A Tribute To Doc Pomus, publié par Rhino Records en 1995, enregistrée par le groupe The Band. Cette version sera plus tard incluse dans la réédition de leur album de 1996, High on the Hog (en).
La chanson a été chantée lors de la saison 10 de l'émission American Idol par le concurrent Scotty McCreery au cours de la semaine de compétition Leiber & Stoller[réf. nécessaire].
On compte également des versions enregistrées par Joan Baez (1964), Leon Russell et Don Preston (1971, dans un medley avec Jumpin' Jack Flash), The Righteous Brothers (1975), Scotty McCreery (2011) et Nanette Workman (2012).